# Bernhard Rogge (Marineoffizier)

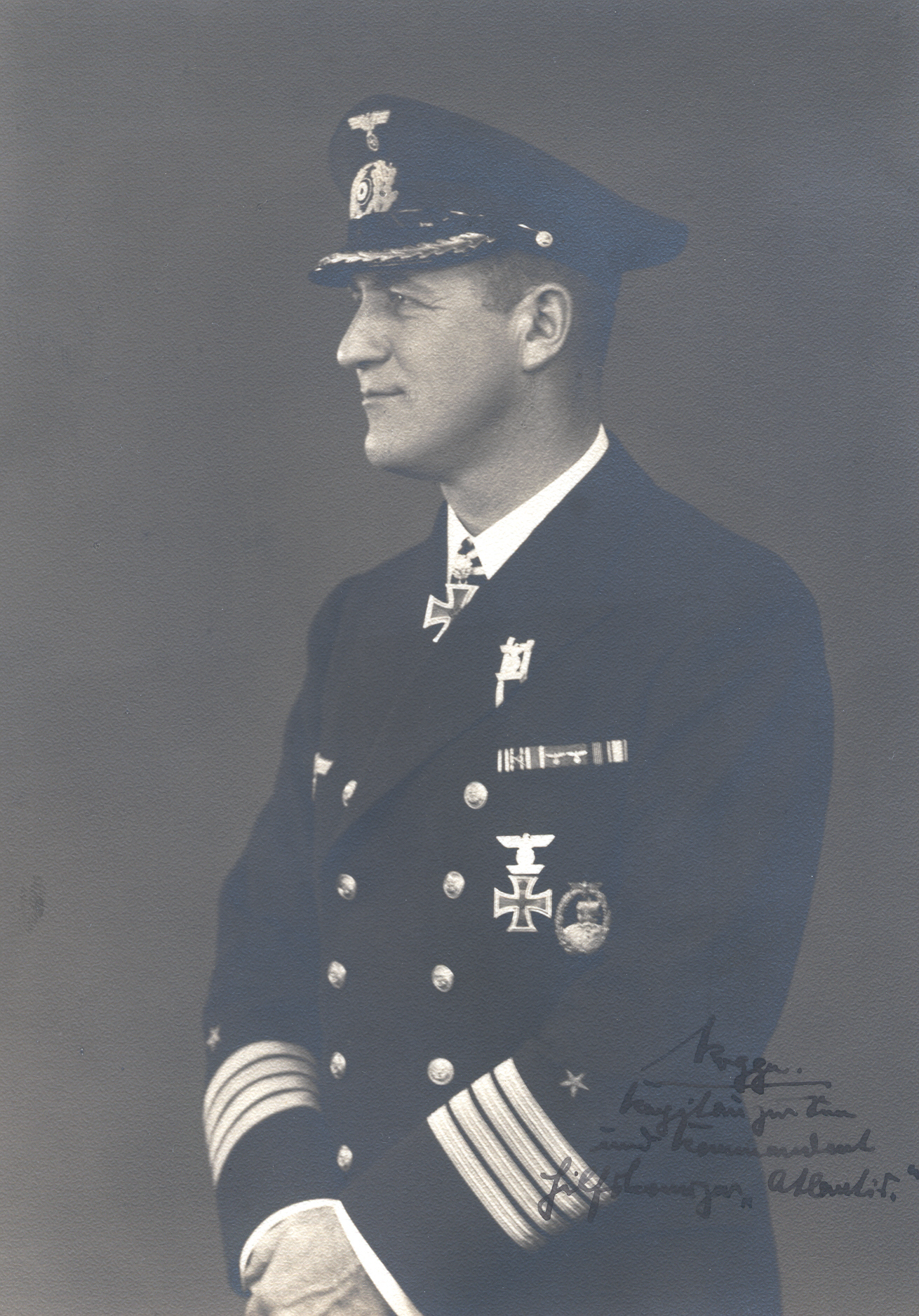
Kapitän zur See Bernhard Rogge

Bernhard Rogge (* 4. November 1899 in Schleswig; † 29. Juni 1982 in Reinbek) war ein deutscher Marineoffizier, zuletzt Konteradmiral der Bundesmarine.

## Leben
Am 1. Juli 1915 trat Rogge, Sohn eines Landrates, als Freiwilliger in die Kaiserliche Marine ein und nahm am Ersten Weltkrieg teil. Seine Ausbildung absolvierte er auf dem Großen Kreuzer Freya. Ab 24. Oktober 1915 wurde er zunächst auf den Großen Kreuzer Moltke und ab August 1916 kurzzeitig auf den Kleinen Kreuzer Stralsund kommandiert. Vom 2. Oktober 1916 bis Kriegsende gehörte er dem Kleinen Kreuzer Pillau an. Nach Kriegsende war er bis zum 13. November 1919 Angehöriger der Marine-Brigade von Loewenfeld, einem Freikorps.
Vom 9. September 1920 bis September 1922 war Rogge in der Reichsmarine als Kompanie- und Ordonnanzoffizier bei der Küstensicherung eingesetzt. Danach war er Wachoffizier bei der II. Flottille (1922–1924) und auf dem Kleinen Kreuzer Amazone (1924–1926). Zu Beginn des Jahres 1928 zum Kapitänleutnant befördert, diente Rogge als Segeloffizier auf der Stationsyacht Asta (1928) und dem Segelschulschiff Niobe (1928–1930). Anschließend machte er die vierte Ausbildungsreise des Leichten Kreuzers Emden als Kadettenoffizier mit. Von Februar 1932 bis August 1935 war Rogge als Referent bei der Bildungsinspektion tätig. In diese Zeit fiel seine Beförderung zum Korvettenkapitän.

### Kriegsmarine und Zweiter Weltkrieg
Beförderungen
- 19. April 1916 Fähnrich zur See
- 13. Dezember 1917 Leutnant zur See
- 1. Januar 1921 Oberleutnant zur See
- 1. Januar 1928 Kapitänleutnant
- 1. Oktober 1934 Korvettenkapitän
- 1. November 1937 Fregattenkapitän
- 1. November 1939 Kapitän zur See
- 1. März 1943 Konteradmiral
- 1. März 1945 Vizeadmiral
- 1. Juni 1957 Konteradmiral (Bundesmarine)

Im August 1935 wurde Rogge Erster Offizier des als Schulschiff eingesetzten Leichten Kreuzers Karlsruhe auf dessen letzter großer Auslandsreise vom 21. Oktober 1935 bis zum 13. Juni 1936. Der Kreuzer besuchte Teneriffa, São Tomé, Lobito, Durban, Port Victoria auf den Seychellen, Batavia, Ilo Ilo, Hongkong und mehrere japanische Häfen. Er lief dann noch in den Nordpazifik bis Dutch Harbor. Auf der Reise zeigte sich, dass das Schiff, um die Beschränkungen des Versailler Vertrages einzuhalten, zu leicht gebaut war. Um Schäden zu reparieren, musste im April San Diego angelaufen werden. Danach lief der Kreuzer durch den Panamakanal über Saint Thomas und Pontevedra zurück in die Heimat.
Die Karlsruhe beendete ihre Aufgabe als Schulschiff und Rogge wurde als Kommandant auf das Segelschulschiff Gorch Fock versetzt, das er vom 10. Dezember 1936 bis zum 30. Januar 1938 kommandierte. Am 12. Februar 1938 stellte er das dritte Segelschulschiff der Kriegsmarine, die Albert Leo Schlageter in Dienst. Deren erste Auslandsreise nach Südamerika musste wegen einer Kollision mit einem britischen Frachter im Ärmelkanal unterbrochen werden. Rogge besuchte mit dem Schulschiff noch im Herbst 1938 Kopenhagen und machte von April bis Juni 1939 noch eine weitere Reise nach Brasilien, bevor es am 5. September 1939, wegen des Kriegsausbruchs, vorläufig außer Dienst gestellt wurde.
Zu Beginn des Zweiten Weltkriegs übernahm er als Kapitän zur See das Kommando über den Hilfskreuzer Atlantis (Schiff 16). Mit diesem Schiff lief er am 31. März 1940 aus Kiel aus, um Kreuzerkrieg zu führen. Die Reise führte einmal rund um die Welt und war mit über 600 Tagen Dauer der längste ununterbrochene Kriegseinsatz eines deutschen Kriegsschiffs. Am aktivsten war die Atlantis im Südatlantik und im Indischen Ozean. Insgesamt wurden 19 Schiffe mit knapp 128.000 BRT versenkt und drei Schiffe mit 18.253 BRT als Prisen aufgebracht.
Rogge hatte auch Einfluss auf die japanische Invasion der britischen Besitzungen im Pazifik im Jahre 1942: Denn der von der Atlantis am 11. November 1940 aufgebrachte Frachter Automedon hatte umfangreiches britisches Geheimmaterial an Bord, das Japan zugänglich gemacht wurde. Dafür erhielt Rogge von Kaiser Hirohito am 27. April 1942 als Auszeichnung ein Samuraischwert verliehen. Außer ihm erhielten diese Auszeichnung nur noch zwei andere Ausländer, nämlich Hermann Göring und Erwin Rommel.
Am 22. November 1941 wurde die Atlantis durch den britischen Schweren Kreuzer Devonshire zwischen Brasilien und Westafrika versenkt. Die Besatzung wurde zunächst von dem deutschen U-Boot-Versorgungsschiff Python aufgenommen, das sich jedoch am 1. Dezember 1941 nach der Sichtung des Kreuzers Dorsetshire selbst versenkte. Die Seeleute gelangten mit Hilfe von deutschen und italienischen U-Booten bis zum 29. Dezember 1941 in die Heimat zurück. Für seine Leistungen erhielt Rogge nach Rückkehr das Eichenlaub zum Ritterkreuz des Eisernen Kreuzes.
Nach einer Tätigkeit als Chef der Bildungsinspektion der Kriegsmarine war Rogge bei Kriegsende Befehlshaber des Flottenausbildungsverbandes Ostsee und beteiligte sich mit diesem Verband in den letzten Kriegsmonaten in erheblichem Maße an der Rettung deutscher Flüchtlinge über die Ostsee. Sein letzter Dienstgrad in der Kriegsmarine war der eines Vizeadmirals.

### Rogge als Kriegs-Gerichtsherr
Rogge bestätigte als Gerichtsherr am 5. Mai 1945 drei Todesurteile gegen die deutschen Marineangehörigen Willi Albrecht, Karl-Heinz Freudenthal und Günther Källander. Diese wurden noch am selben Tag auf dem Marine-Schießstand Twedter Feld in Flensburg-Mürwik erschossen. Am 11. Mai 1945, also drei Tage nach der Gesamtkapitulation der Wehrmacht, wurde nach der am Vortag erfolgten Bestätigung des Urteils durch Rogge der Gefreite Johann Christian Süß ebenfalls auf dem Marine-Schießstand Twedter Feld erschossen, weil er sich der „Untergrabung der Manneszucht“ durch „zersetzende Reden“ schuldig gemacht habe. Süß, der bereits zehnmal eine Disziplinarstrafe erhalten hatte, hatte am 7. Mai einen Befehl negativ kommentiert, diesen aber ausgeführt. Am 9. Mai hatte er einem Obermaat die Ehrenbezeigung verweigert, und den Raum in „vollkommen unmilitärischer Haltung“ verlassen, wobei er die Tür „wuchtig“ hinter sich zugeschlagen habe. Ein Gnadengesuch von Süß, in dem dieser auf zwei gefallene Brüder und seine schwangere Frau hinwies, lehnte Rogge ab. Gegen ihn wurde wegen dieser Verurteilungen 1965 durch die Staatsanwaltschaft Flensburg ein Ermittlungsverfahren eingeleitet. Rogge berief sich auf die Notwendigkeit des Erhalts von „Disziplin und Ordnung“ und der Vermeidung von militärischen Auflösungserscheinungen. Das Verfahren gegen ihn wurde eingestellt. Mit Hinweis auf diese Todesurteile wurde Rogge zusammen mit 1800 Wirtschaftsführern, Politikern und führenden Beamten der Bundesrepublik im erstmals 1965 veröffentlichten Braunbuch der DDR aufgelistet.

### Nachkriegszeit und Bundesmarine
In der Nachkriegszeit in Deutschland setzte die Control Commission for Germany (British Element) Rogge zeitweise als kommissarischen Landrat im Kreis Schleswig ein.
Im Juni 1957 trat Rogge als Konteradmiral in die Bundesmarine ein. Er wurde Befehlshaber im Wehrbereich I (Schleswig-Holstein/Hamburg). In diese Zeit fiel die Sturmflut 1962. Rogge zögerte nicht, Soldaten einzusetzen, als der Hamburger Senator der Polizeibehörde Helmut Schmidt den Einsatz der Bundeswehr anforderte, obwohl das nach dem Grundgesetz für die Bundesrepublik Deutschland eigentlich nicht zulässig war.

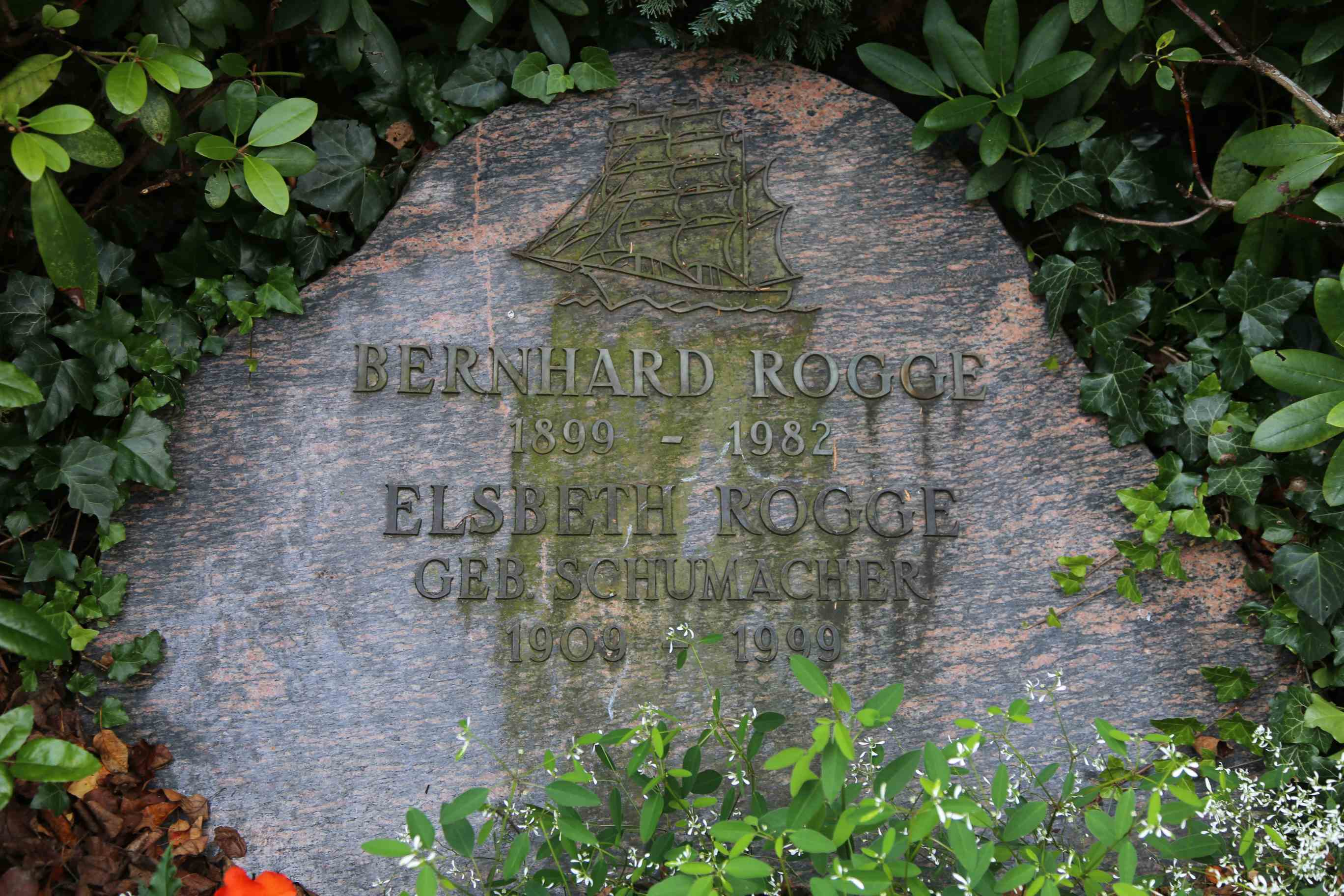
Rogges Grab

Am 31. März 1962 in den Ruhestand versetzt, war er noch bis 1965 Berater für Fragen der Zivilverteidigung bei der Landesregierung von Schleswig-Holstein. Von Mai 1962 bis 1973 war Rogge 1. Vorsitzender des Deutschen Hochseesportverbands HANSA. Der damalige Bundespräsident Karl Carstens lobte ihn zu seinem 80. Geburtstag am 4. November 1979 mit den Worten: „Ich kenne Sie als Seeoffizier, der in vier deutschen Marinen gedient und sich in Krieg und Frieden bewährt hat!“ Rogge starb im 83. Lebensjahr und wurde auf dem Friedhof von Reinbek beigesetzt.

## Auszeichnungen
- Eisernes Kreuz 2. Klasse (Erster Weltkrieg)
- Eisernes Kreuz 1. Klasse
- Medaille zur Erinnerung an den 1. Oktober 1938
- Wiederholungsspange zum Eisernen Kreuz 2. Klasse (Zweiter Weltkrieg)
- Wiederholungsspange zum Eisernen Kreuz 1. Klasse
- Ritterkreuz des Eisernen Kreuzes
- Eichenlaub zum Ritterkreuz
- Kriegsabzeichen für Hilfskreuzer mit Brillanten – verliehen am 31. Dezember 1941
- Flotten-Kriegsabzeichen
- Rettungsmedaille
- Ehrenkreuz des Weltkrieges (1934)
- Dienstauszeichnung (Wehrmacht) für 18 Jahre
- Olympia-Erinnerungsmedaille 1936
- Orden des Heiligen Schatzes (Japan)
- Großes Bundesverdienstkreuz 1962

## Werke
Rogge veröffentlichte 1955 mit Wolfgang Frank als Co-Autor seine Erlebnisse unter dem Titel Schiff 16. Tatsachenbericht. Die Kaperfahrten des schweren Hilfskreuzers Atlantis auf den 7 Weltmeeren. Ab 1957 erschien das Buch auch auf Englisch, und zwar unter den Titeln Under Ten Flags und The German Raider Atlantis. Das Werk wurde 1960 in Italien von dem Regisseur Duilio Coletti unter dem Titel Unter zehn Flaggen (Sotto dieci bandieri) verfilmt, wobei der US-amerikanische Schauspieler Van Heflin die Rolle von Bernhard Rogge spielte.